# Gare de Valleiry
Gare de Valleiry vasútállomás Franciaországban, Valleiry településen.

## Vasútvonalak
Az állomást az alábbi vasútvonalak érintik:
- Léaz–Saint-Gingolph-vasútvonal

## Kapcsolódó állomások
A vasútállomáshoz az alábbi állomások vannak a legközelebb:
- Gare de Saint-Julien-en-Genevois
- Gare de Bellegarde